# Wally Wood
Wallace Allan Wood (Minnesota, 17 de junho de 1927 - 2 de novembro de 1981), foi um desenhista estadunidense mais conhecido por seu trabalho na EC Comics e na Revista Mad.

No início da carreira ele assinava como Wallace Wood, mas ficou melhor conhecido por Wally Wood.
Na Marvel Comics redesenhou o uniforme do Demolidor, cujas cores passaram do inicial amarelo e preto para o vermelho e escuro. Ele desenhou as revistas Daredevil #5 a 8 e arte-finalizou o lápis de Bob Powell nas revistas 9-11, mudando o uniforme do herói na edição 7. Quando o Demolidor participou como convidado especial de uma história nas revistas Fantastic Four #39-40, Wood arte-finalizou o personagem, desenhado por Jack Kirby, na capa e no interior da revista.
Em um de seus últimos trabalhos, ele voltou a arte-finalizar o Demolidor, desenhado por Frank Miller, na capa da revista Daredevil #164 (Maio de 1980).
Wally Wood foi o idealizador dos 22 painéis de diagramação de quadrinhos que foram eventualmente organizados por Larry Hama, na época editor da Marvel, e até hoje são amplamente utilizados como referência para artistas do ramo quadrinístico como "Os 22 painéis que sempre funcionam".

## Prêmios
- National Cartoonists Society Comic Book Division awards, 1957, 1959, and 1965.
- Alley Award, Best Pencil Artist,1965
- Alley Award, Best Inking Work, 1966
- Best Foreign Cartoonist Award, Angoulême International Comics Festival, 1978
- The Jack Kirby Hall of Fame, 1989
- The Will Eisner Award Hall of Fame, 1992